# VK (sociální síť)
VK či VKontaktě (rusky „ВКонтакте“) je mezinárodní sociální síť, ruská obdoba amerického Facebooku, která byla založena v roce 2006. Podle serveru Alexa.com je to nejnavštěvovanější sociální síť v Rusku, v Bělorusku, Moldavsku a Kazachstánu. Je to také druhá nejnavštěvovanější stránka v Rusku a dvacátá druhá nejnavštěvovanější stránka celosvětově.
Původně byl server vytvořen pro adolescenty, díky své popularitě a jednoduchosti však pronikl i ke starší generaci. V prosinci 2009 se serveru poprvé podařilo dohnat svého největšího konkurenta v Rusku, server Odnoklassniki.ru. Server za leden navštívilo 13 090 tisíc jedinečných návštěvníků, konkurenční server Odnoklassniki.ru o 11 tisíc méně. Server je dostupný v okolo 76 jazycích, včetně češtiny. Vstup na server je povolen pouze registrovaným.

## Historie

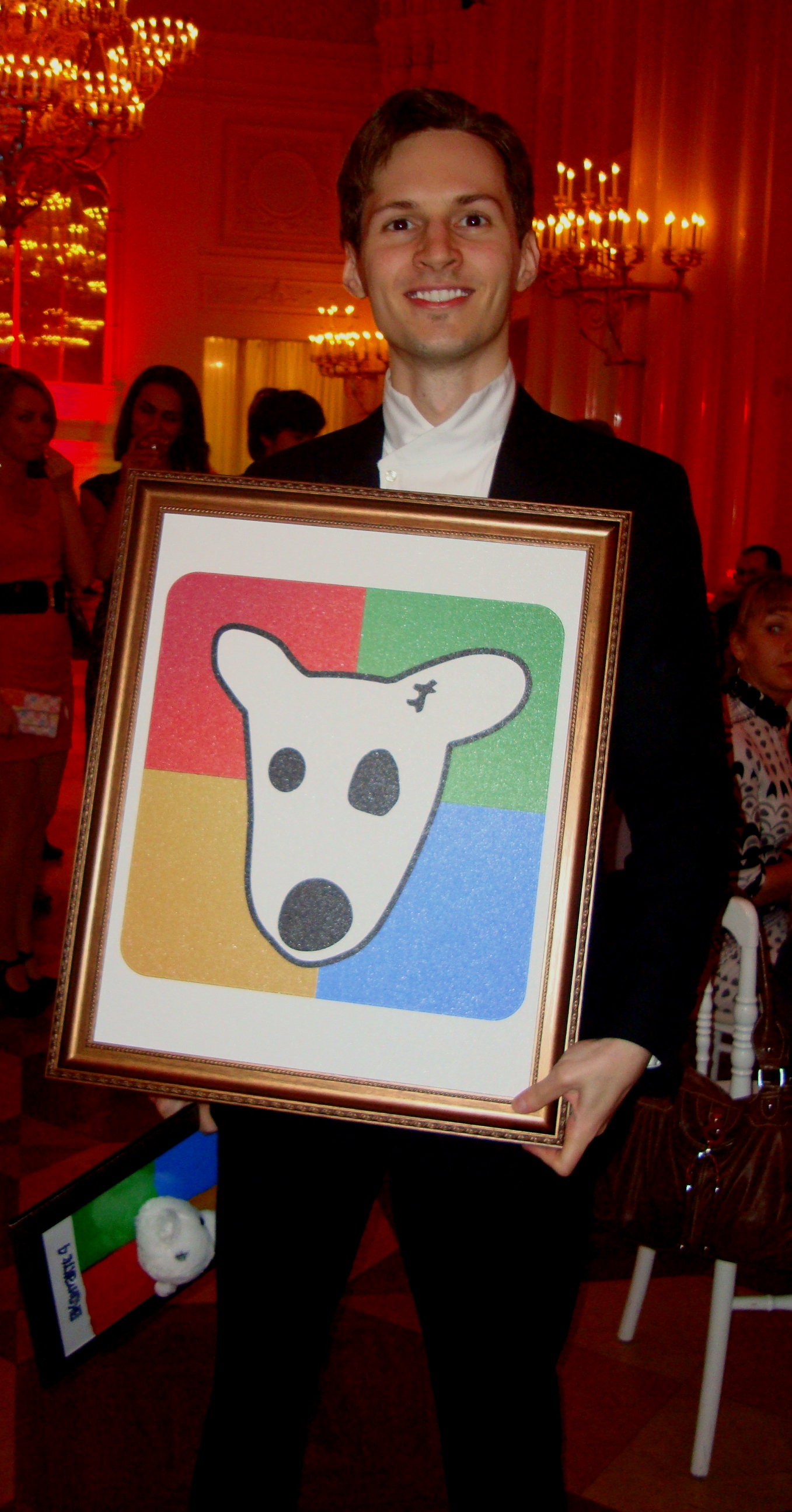
Pavel Durov, zakladatel VKontakte

### 2006
V létě roku 2006 již existovala alfa-verze projektu. V září se dostala do stadia beta-testování, i když doména „vkontakte.ru“ byla zaregistrována až v říjnu, a to na firmu В Контакте s.r.o.
22. listopadu bylo na studentském fóru СПбГУ (rus.: Санкт-Петербургский государственный университет, Petrohradská státní univerzita) spbgu.ru, jejímž majitelem byl také Pavel Durov, oficiálně oznámeno spuštění serveru. Projekt v tomto bodě byl uzavřený, registrace byla jen na pozvání, přísně se dodržovala skutečnost jmen a příjmení. Již na konci listopadu byla tato opatření zmírněna, byla otevřena volná registrace. Poté byla spuštěna reklamní kampaň pro získání nových uživatelů. Byl vyhlášen konkurz ve všech univerzitách Ruska o nejlepší reklamní kampaň, hlavními cenami byly výrobky od firmy Apple (s níž od této doby В Контакте s.r.o. aktivně spolupracuje). V prosinci byl server Vkontakte.ru podle analytického serveru Alexa.com mezi padesáti nejrychleji rostoucími servery světa.

### 2007
Rychlý růst popularity přilákal hodně investorů. Už v lednu chtěli tři investoři odkoupit tento projekt, ale všechny nabídky byly zamítnuty, stejně tak i reklama na serveru. V polovině února, podle údajů alexa.com, se pyšnil už druhým místem jako nejpopulárnější sociální síť v ruském internetu. V tyto dny byl ohlášen Denial of Service útok (česky odmítnutí služby), tento problém trval několik dní. Server se podařilo stabilizovat až 23. února, následně se rozdělil na dva servery, jeden se nacházel v Moskvě a druhý v Petrohradě. 26. února byl ohlášen stotisící registrovaný uživatel. V dubnu se podle slov Pavla Durova počet registrovaných zdvojnásobil, server se dostal mezi dvacet nejpopulárnějších serverů Ruska a získal první místo jako nejpopulárnější sociální síť v Rusku. Na konci dubna byla zavedena nová funkce „Rating“, jež měla přilákat nové uživatele a stávající měla motivovat k důkladnému vyplnění svého profilu. Funkce měla za úkol „poctivé“ uživatele upřednostňovat při vyhledávání. 9. května server patřil do deseti nejnavštěvovanějších v ruském internetu a počet registrovaných stoupl na 400 tis. Na konci května se stal populárnější než většina zahraničních sociálních sítí, které běží na podobné platformě: předběhl čínský Xiaonei a dohnal německý StudiVZ. Server lámal rekordy v návštěvnosti, za tento měsíc překročil miliardu návštěv. V červnu byl pátým nejnavštěvovanějším serverem v Rusku, před ním byly už jen vyhledávače. Také bylo dokázáno, že v rychlosti serveru na ruském internetu nemá konkurenta. 19. června byla testována nová funkce, přehrávání videa na serveru. 7. července byla tato funkce oficiálně spuštěna s možností nahrávání vlastního videa. 17. července čítač registrovaných uživatelů přesáhl jeden milion. V září byl vytvořen speciální toolbar pro populární prohlížeče. V tomto měsíci se zlomil rekord v největším počtu uživatelů online, který čítal 110 tis., samotný server se už nacházel v trojici nejnavštěvovanějších serverú Ruska (druhé místo bylo Mail.ru, první Yandex.ru). V listopadu byla spuštěna nová funkce nahrávaní audio nahrávek na server. Také byla spuštěna služba s názvem Profesionálních kontaktů (rus.: Профессиональных контактов), jež se zabývá hledáním nejkvalifikovanějších zaměstnanců v oboru IT, ekonomiky a práva pro práci na projektu. 27. listopadu vyhrál projekt druhé místo v národním hlasování ruského internetu (cena Runet ). Na konci prosince byla spuštěna odlehčená verze serveru pro mobilní telefony. Na konci roku dosáhl server prvního místa v denní návštěvnosti, která dosahovala 330 mil. za den.

### 2008

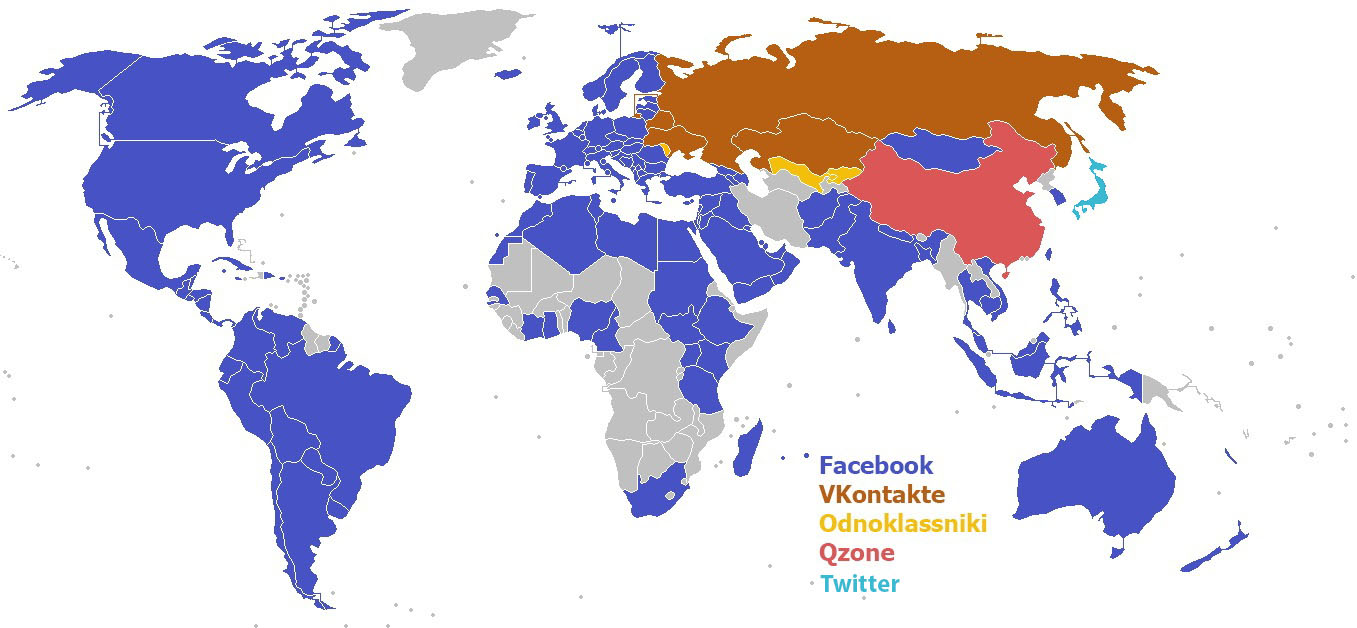
Nejoblíbenější sociální sítě podle země (rok 2014)

V únoru byla spuštěna funkce „Názory a připomínky“, přibyla možnost posílit svůj rating pomoci placení přes SMS a přibyla jazyková mutace v ukrajinštině. Tehdy byl server ohlášen, podle zdrojů axia.com, jako nejnavštěvovanější server v Rusku a třetím na Ukrajině (druhé místo Google, první Mail.ru). V květnu byl oznámen záměr internacionalizace  a byla spuštěna verze serveru pro WAP. Spuštěn byl také sesterský projekt Vkadre.ru (rus.: В Кадре, V záběru) se startovním počtem přes 20 mil. videi, jenž byly převzatý ze serveru Vkontakte.ru. V dubnu přibyl nový interface s názvem „Vsojuze“ (rus.: ВСоюзе, Ve svazu), společně s tímto názvem v hlavičce přibyl srp a kladivo, tedy design jakoby z dob SSSR. V dubnu bylo oznámeno, že je zaregistrováno 10 mil. uživatelů a denní návštěvnost dosahuje 600 tis. V tomto měsíci byly spuštěny funkce jako Dotazy, kde si uživatel mohl ve svém profilu napsat určitý dotaz a návštěvníci na něj odpovídali. Dále byla spuštěna funkce Aplikace, kde si uživatel mohl nahrát na svůj profil Flash aplikaci. O něco později bylo nastavení obohaceno o funkci Privat, kde si uživatel může zadat kdo smí jeho profil prohlížet.[nedostupný zdroj] 16. května společnost Dr.Web oznámila virovou epidemii, kterou způsobil červ Win32.HLLW.AntiDurov. Na příští den se podařilo skript vymazat a bezpečnostní politika byla zpevněna . Nicméně do této doby se stihlo nakazit 30 tis. uživatelů. 4. června bylo nalezeno XSS narušení. Odstranění tohoto problému trvalo dva dny, ale do této doby bylo nabouráno několik tisíc účtů. Od června do konce října byl pořádán konkurz na vývojáře aplikací se zaměřením API Vkontakte.ru. Každý měsíc byl vybrán jeden výherce, který dostal Apple iPhone. 15. července byla podepsána smlouva se společnosti Media Plus, která se stará o rozmístění reklamních bannerů na webech. Vysoká popularita této sociální sítě donutila vyhledávacího magnáta na ruském internetu Yandex.ru, aby do svého programu Ja.Onlajn (rus.: Я.Онлайн, Jsem online, podobný program jako Pošťák Seznam.cz), zakombinoval možnost odesílání zpráv i ze serveru Vkontakte.ru.[nedostupný zdroj] 15. října laboratoř Kaspersky oznámila o nově modifikovaném trojském koni Trojan-SMS.J2ME.Konov.b, který rozesílá spam přes sociální sítě. Na konci října byl spuštěn projekt „User API V Kontakte“, který má za úkol rozšířit projekt Vkontakte.ru i mimo země SNS. 5. listopadu počet registrovaných přesahuje 20 mil., spuštěna byla funkce wiki webu a funkce inzerce.

### 2009

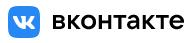
Celkem registrovaných uživatelů 30 232 500. Údaje ze dne 21. 3. 2009

Na konci ledna bylo na server aplikováno více JavaScriptu, tím se zamezilo zbytečnému obnovování stránek, které zrychluje práci. Společnost Opera Software přiznala, že Vkontakte.ru je nejrychleji rostoucí projekt na internetu a taky je to nejpopulárnější sociální síť v přístupech přes Opera Mini. Na serveru je dnes zaregistrováno přes 26 milionů uživatelů a jedna třetina všech uživatelů vstoupí aspoň jednou denně do svého profilu. 13. února – spuštěna byla také alfa verze stránek pro iPhone.  5. března bylo zveřejněno, že pro zabezpečení chodu je v provozu přes tisíc serverů.18. března počet registrovaných uživatelů stoupl na 30 mil., Pavel Durov, tvůrce celého projektu, věří, že za nedlouho se počet zvýší deset až stokrát více. Na stránkách se čím dál častěji začíná objevovat spam, proto přibylo tlačítko spam ke každé napsané zprávě a komentáři.

## Vlastníci

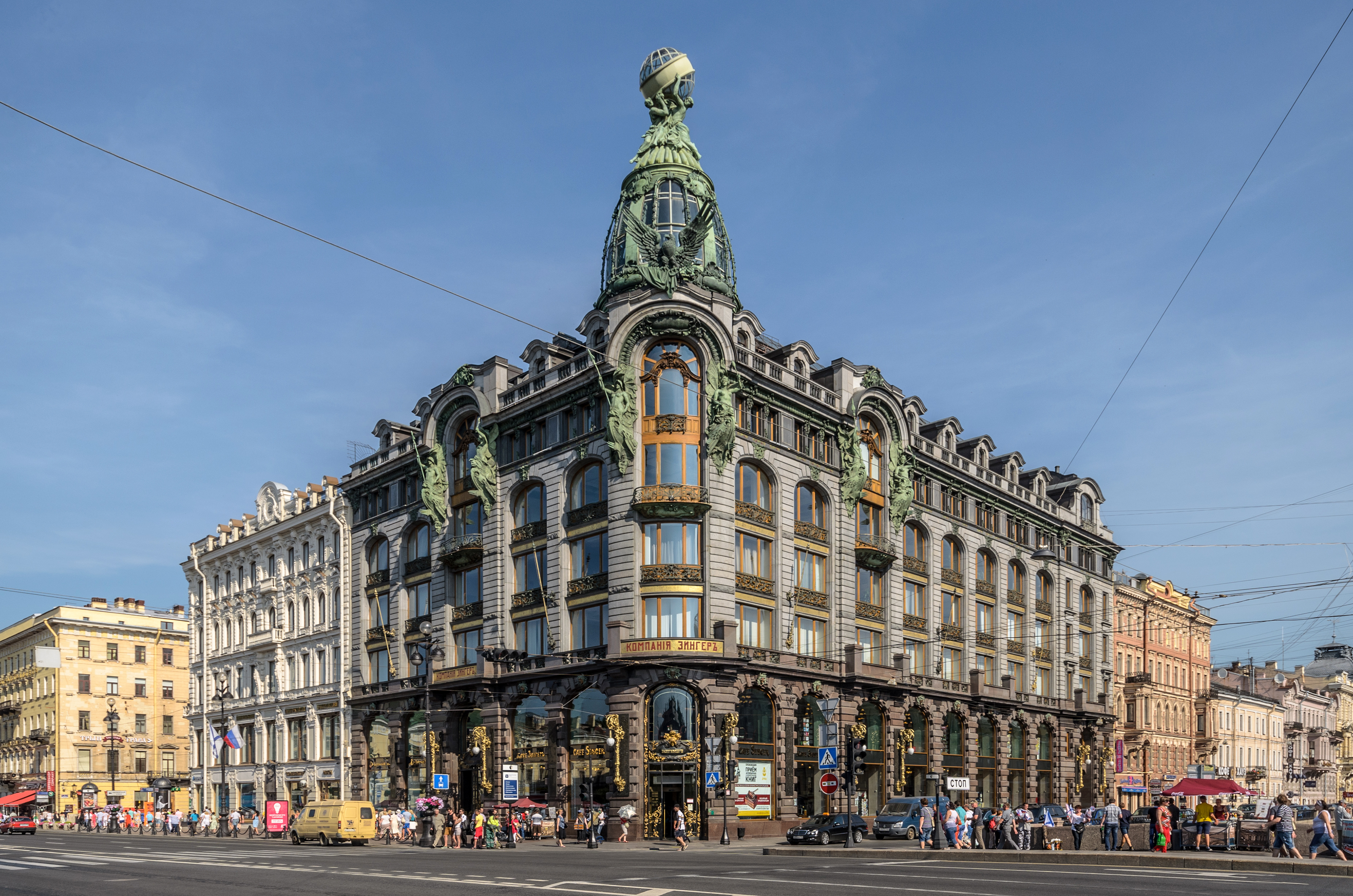
Sídlo VK.com, dům Singer v Petrohradu

Dlouhou dobu o vlastnících tohoto serveru nebylo nic známo. Díky tomu vzniklo hodně fám, že projekt vytvořilo FSB (rus.: Федеральная служба безопасности Российской Федерации, Federální služba bezpečnosti Ruské Federace), aby za pomoci serverů mohla sledovat uživatele. Na konci roku 2007 Pavel Durov potvrdil nesmyslnost podobných úvah.
Podle informace z novin Vědomosti (rus.: Ведомости), projekt vlastní firma V kontakte s.r.o. (rus.: ООО «В контакте»), zaregistrovaná 19. prosince 2007. Největší část firmy patří Michalu Mirilashvili (rus.: Михаилу Мирилашвили).
Podle jednotného státního rejstříku právnické osoby, její zakladatelé byli:
- Vjacheslav Mirilashvili (Вячеслав Мирилашвили) – 60 %
- Pavel Durov (Павел Дуров) – 20 %
- Michal Mirilashvili (Михаил Мирилашвили) – 10 %
- Lev Leviev (Лев Левиев) – 10 %

Podle informace „SPARK Interfaks“ (rus.: СПАРК-Интерфакс) ze dne 1. ledna 2008 100% V kontakte s.r.o. patří společnosti Doraview Limited, registrované na Britských Panenských ostrovech.
Detailní informace o vlastnictví společníků nejsou zveřejněny. Vědomosti (rus.: Ведомости) předávají slovo koordinátoru práce s veřejností Michala Radonikasa, který říká, že hlavním investorem není Vjacheslav Mirilashvili, ale fond Digital Sky Technology. Tento fond kontroluje výkonný ředitel Gregory Finger a bývalý top-manažer Menatep (rus.: Менатеп) Jurij Milner. Mimo to, noviny Vědomosti odkazující na nejmenovaný zdroj informací, předpokládají, že od založení projektu se vystřídali i jiní akcionáři.

## Sesterské projekty
- V kadre (В Кадре)
- V štatě (В Штате)
- Durov.ru